# NGC 6166D
NGC 6166D is een lensvormig sterrenstelsel in het sterrenbeeld Hercules. Het hemelobject werd op 30 mei 1791 ontdekt door de Duits-Britse astronoom William Herschel.

## Synoniemen
- MCG 7-34-56
- PGC 58262